# Toyota Hilux
Toyota Hilux är en serie pickup-modeller som tillverkas och marknadsförs av den japanska tillverkaren Toyota. Den första generationen Hilux lanserades i mars 1968. Fyrhjulsdrift, höjd markfrigång och dubbelhytt fanns först tillgängligt från 1978 och med generation tre av Hilux.
Toyota Hilux finns som pickup och med flera olika karosser. Modellerna är bakhjulsdrivna med inkopplingsbar fyrhjulsdrift och finns som singelhytt (S-Cab), förlängd hytt (X-Cab) och dubbelhytt med bredare bakdörr (D-Cab). Hilux har en dieselmotor på 2,4 liter som ger 150 hk.
I maj 2015 lanserades den åttonde generationen av Hilux.
Namnet är skapat av de engelska orden high och luxury.

## Generationer

### Första generationen (N10, 1968-1972)
Hilux började produceras i mars 1968.

### Andra generationen (N20, 1972-1978)
Andra generationen började produceras i maj 1972 som modellår 1973.

### Tredje generationen (N30, N40, 1978-1983)
I augusti 1978 började tredje generationen tillverkas. En fyrhjulsdriven version blev tillgänglig 1979.

### Sjunde generationen (AN10, AN20, AN30, 2004-2015)
Sjunde generationen började tillverkas i augusti 2004 och baseras på Toyotas IMV-platform.

### Åttonde generationen (AN120, AN130, 2015- nuvarande)
Åttonde generationen hade premiär den 21 maj 2015.